# Cline (fiume)
IL Cline  è un fiume del Canada che scorre in Alberta. Nasce sulle Montagne Rocciose Canadesi per poi confluire nel North Saskatchewan, quando quest'ultimo a propria volta entra nel Lago Abraham.